# Devastated Area Interpretive Trail
Le Devastated Area Interpretive Trail est un sentier d'interprétation américain situé dans le comté de Shasta, en Californie. Protégé au sein du parc national volcanique de Lassen, cette boucle de quelques centaines de mètres présente la géologie de la région volcanique de Lassen en parcourant une zone affectée par les éruptions du pic Lassen de 1914 à 1917.